# Championnat de Tunisie masculin de volley-ball 1975-1976
Navigation
Saison précédente Saison suivante
Le championnat de Tunisie masculin de volley-ball 1975-1976 est la 21e édition à se tenir depuis 1956. Il est disputé par les douze meilleurs clubs du pays en une première phase en deux groupes en aller et retour, puis en une deuxième phase disputée en trois groupes.
L'Espérance sportive de Tunis, qui a laissé entrevoir des signes de renouveau depuis la saison précédente, renoue avec les titres grâce à un groupe soudé, dirigé par Habib Meriah et composé de Raouf Bahri, Samir Tebourski, Mustapha Bahri, Mourad Ezzine, Fethi Jerbi, Chedly Dabboub, Slim Chiboub, Mahmoud Mâaouia, Faouzi Saâfi, Abderraouf Saïdane, Mohamed Habib Labidi, Raouf Cheikhrouhou et Belgacem Kharmachi. En coupe de Tunisie, le Club olympique de Kélibia bat l'Étoile olympique La Goulette Kram et conserve son titre pour la troisième fois de suite.
En bas du tableau, l'Aigle sportif d'El Haouaria rétrograde en division d'honneur alors que le Radès Transport Club conserve sa place en battant l'Association sportive des PTT Tunis. C'est l'Association sportive des PTT Sfax qui accède en division nationale portant ainsi le nombre des clubs de Sfax à quatre. Au total, 29 clubs seniors participent aux compétitions dont sept nouveaux : le Club africain qui a repris la compétition, la STIR sportive de Bizerte, Fatah Hammam El Ghezaz et quatre clubs au Sud, l'Étoile sportive de Métlaoui, le Progrès sportif d'El Hamma, l'Association sportive de Djerba et le Croissant sportif de Redeyef. Alors que trois clubs se sont retirés : Jendouba Sports, le Club athlétique bizertin et le Club sportif hilalien.

## Division nationale

### Première phase (Poule A)
- Étoile olympique La Goulette Kram : 20 points
- Avenir sportif de La Marsa : 17 points
- Union sportive des transports de Sfax : 16 points
- Club sportif sfaxien : 14 points
- Zitouna Sports : 12 points
- Aigle sportif d'El Haouaria : 10 points

### Première phase (Poule B)
- Club olympique de Kélibia : 19 points
- Espérance sportive de Tunis : 18 points
- Saydia Sports : 16 points
- Stade sportif sfaxien : 14 points
- Club sportif de Hammam Lif : 13 points
- Radès transport Club : 10 points

### Play-off
| Rang | Équipe                            | Points | Matchs | Victoires | Défaites | Sets pour | Sets contre |
| 1    | Espérance sportive de Tunis       | 11     | 6      | 5         | 1        | 17        | 9           |
| 2    | Avenir sportif de La Marsa        | 10     | 6      | 4         | 2        | 15        | 9           |
| 3    | Étoile olympique La Goulette Kram | 8      | 6      | 2         | 4        | 12        | 14          |
| 4    | Club olympique de Kélibia         | 7      | 6      | 1         | 5        | 5         | 17          |

### Poule de classement[3]
| Rang | Équipe                                | Points | Matchs | Victoires | Défaites | Pen. Ou forfait |
| 1    | Union sportive des transports de Sfax | 11     | 6      | 5         | 1        | 0               |
| 2    | Club sportif sfaxien                  | 10     | 6      | 4         | 2        | 0               |
| 3    | Saydia Sports                         | 7      | 6      | 2         | 3        | 1               |
| 4    | Stade sportif sfaxien                 | 6      | 6      | 1         | 4        | 1               |

### Play-out
| Rang | Équipe                      | Points | Matchs | Victoires | Défaites | Sets pour | Sets contre |
| 1    | Club sportif de Hammam Lif  | 11     | 6      | 5         | 1        | 17        | 7           |
| 2    | Zitouna Sports              | 9      | 6      | 3         | 3        | 12        | 12          |
| 3    | Radès Transport Club        | 8      | 6      | 2         | 4        | 11        | 15          |
| 4    | Aigle sportif d'El Haouaria | 8      | 6      | 2         | 4        | 9         | 15          |

## Division d'honneur
- 1er : Association sportive des PTT Sfax
- 2e : Association sportive des PTT Tunis
- 3e : Étoile sportive du Sahel
- 4e : Al Hilal
- 5e : Club athlétique du gaz
- 6e : Club medjezien
- 7e : Avenir sportif de Béja

## Division 3
Le  Club africain revient en force en recrutant plusieurs joueurs, dont cinq joueurs de l'Union sportive des transports de Sfax : Abdelaziz Derbal et Abderrazak Miladi, Mohamed Kerkeni, Moncef Belayba et Mohamed Bahri Trabelsi. Il accède facilement en seconde division en gagnant tous ses matchs et en profitant de l'absence des équipes du Sud lors des barrages.

### Poule Nord
- Club africain : 20 points
- Tunis Universitaire Club : 16 points
- Jeunesse sportive kairouanaise : 15 points
- Union sportive de Carthage : 15 points
- Fatah Hammam El Ghezaz : 11 points
- STIR sportive de Bizerte : 8 points

### Poule Sud
- Progrès sportif d'El Hamma : 10 points
- Étoile sportive de Métlaoui : 9 points
- Association sportive de Djerba : 8 points
- Croissant sportif de Redeyef : 4 points